# Altreifen

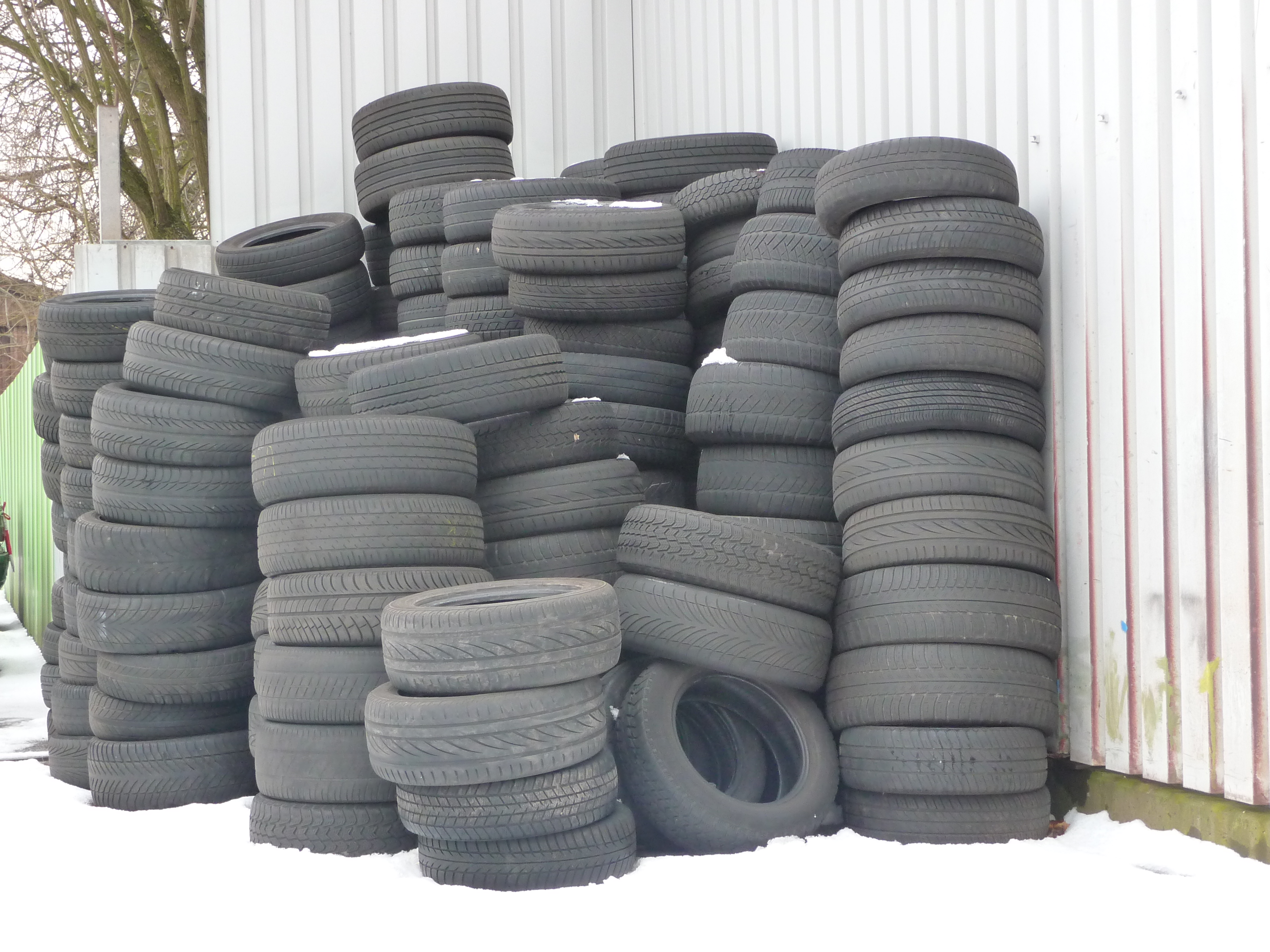
Gestapelte Altreifen

Altreifen sind Reifen, die nicht mehr für den jeweiligen Einsatzzweck geeignet oder zugelassen sind. Dazu gehören Autoreifen mit weniger als 1,6 mm Profiltiefe (gesetzlicher Grenzwert) und schadhafte Reifen.
Schätzungsweise werden weltweit ca. 13,5 Millionen Tonnen pro Jahr demontiert. Dazu gehören alle Arten von Reifen. Die Mengen betragen: Vereinigte Staaten 4,4 Mio. Tonnen, Europa 3,4 Mio. Tonnen, Rest der Welt 5,7 Mio. Tonnen.
Die Altreifenmengen werden auch vergrößert durch vorzeitigen Reifenersatz. So werden die europäischen Autofahrer in der Praxis von manchen Akteuren der Branche dazu ermutigt, ihre Reifen vor Erreichen des gesetzlichen Grenzwertes auszutauschen. Die gleiche Beeinflussung zum nicht notwendigen Reifenersatz ist zu beobachten, wenn Reifen älter als sechs Jahre sind.

## Thermische Verwertung
Alte Reifen werden vorwiegend in Zementwerken in geschredderter Form (maximal 30 cm große Stücke) als sogenannter Sekundär-Brennstoff thermisch verwertet. Die Reifen haben einen sehr hohen Heizwert von 9,0 kWh/kg. Bei der Zementerzeugung müssen die natürlichen Rohstoffe Kalkstein und Ton auf 1450° Celsius erhitzt werden. Die brennbaren Anteile der Reifen sind Ruß, Gummi und Polyester (zugfeste Fäden und Gewebe). Das Eisen in den Reifen (Stahldraht im Gürtel und Wulst, Spikes) dient materiell im Zement als Ersatz für Eisenerz oder Hochofenschlacke zur Bildung von Eisensilikaten. Auch existiert eine Technik, Reifen im Ganzen in einem vorgeschalteten Aggregat zu verschwelen (Pyrolyse), das Drahtgemisch sowie die Brenngase dem Zementprozess punktuell gezielt zuzugeben, um so die Prozessparameter besser steuern zu können.

## Stoffliche Verwertung
Eine nachhaltige Methode ist das stoffliche Altreifenrecycling, bei dem die Reifen in ihre Bestandteile wie Gummi (67 %), Stahl (18 %) Textil (14 %) und Rest/Profilsteine (1 %) getrennt werden. Alle Bestandteile werden dort einzeln weiter verwendet und nicht verbrannt oder ausgegast.
Altreifen sind überwachungsbedürftige Abfälle, das heißt, der Transport, die Sortierung, die Lagerung und die Verwertung müssen der zuständigen Behörde angezeigt werden und bedürfen in der Regel einer behördlichen Genehmigung. Erzeuger von überwachungsbedürftigen Abfällen haben eine besondere Sorgfaltspflicht, den Verbleib ihrer Abfälle betreffend. Sie dürfen unter anderem nur an zertifizierte Altreifenentsorger abgegeben werden, die zur Behandlung dieser Abfälle berechtigt sind und die Übernahme mit korrekt ausgefüllten Übernahmescheinen dokumentieren können. Diese Übernahmescheine müssen unter anderem die Abfallmenge, die Erzeugernummer des Abfallerzeugers und die Entsorgernummer des Abfallübernehmers enthalten.
Wenn ein Altreifen bis auf einen abgefahrenen Laufstreifen noch funktionsfähig ist, kann er erneuert werden (Runderneuerung). Dazu wird die Lauffläche abgeschält und dann auf die Karkasse eine umhüllende neue Lauffläche vulkanisiert. Dieses Verfahren wird heutzutage unter höchsten Qualitätsstandards umgesetzt und ist alle Reifen geeignet, auch für höhere Geschwindigkeitsklassen. Gängige Praxis ist es bei Lkw-Reifen aber auch Flugzeugreifen.

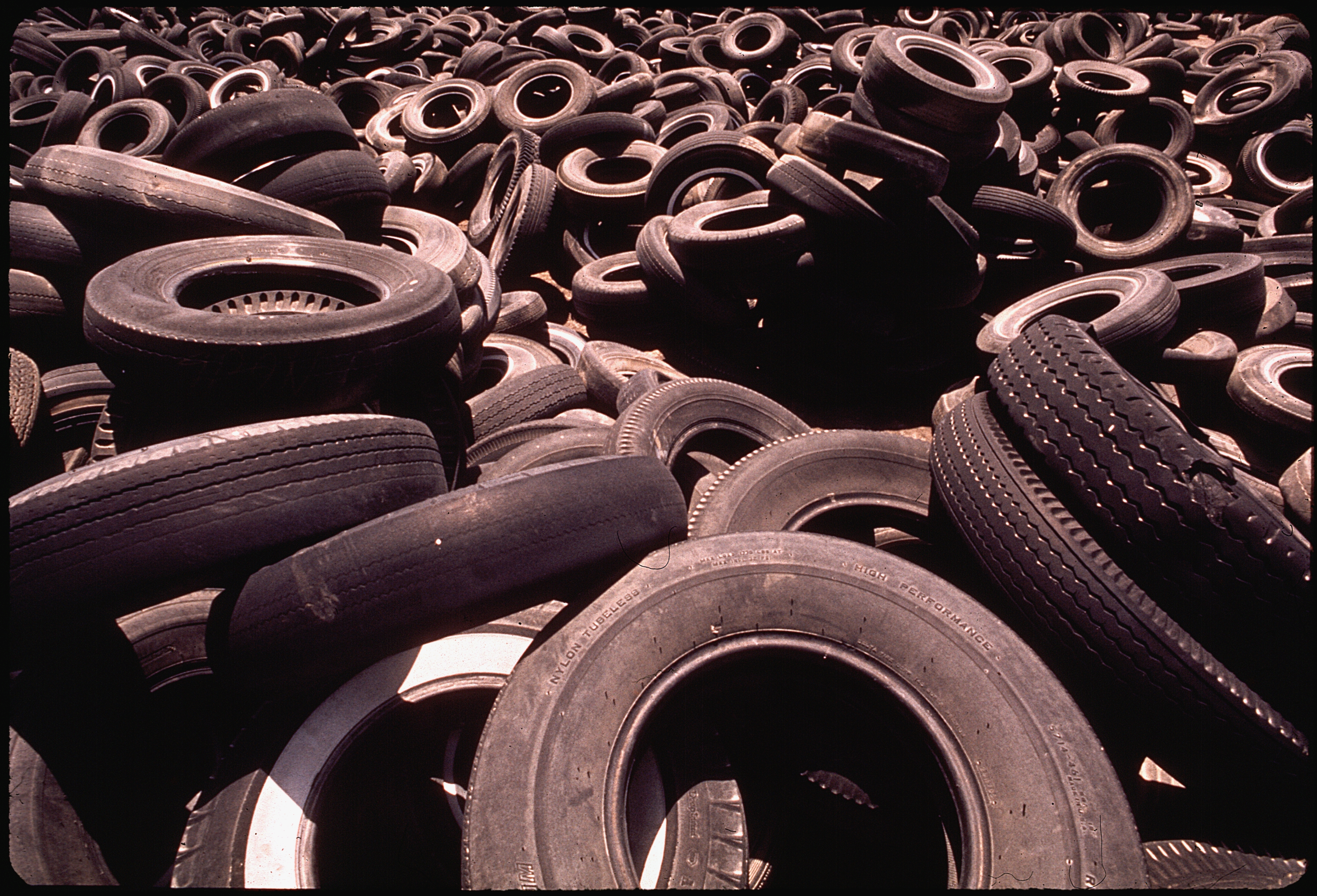
Reifendeponie

Asphalt wird als Baustoff im Verkehrswegebau, Hochbau sowie im Wasser- und Deponiebau eingesetzt. Hierfür werden in Deutschland derzeit jährlich ca. 40 Millionen Tonnen Asphaltmischgut in rund 550 Asphaltmischanlagen produziert. Asphalt eignet sich zudem wie kaum ein anderer Baustoff zur Wiederverwendung, sodass die Recycling-Technologie an Asphaltmischanlagen kontinuierlich weiterentwickelt wurde und heute nahezu 100 Prozent des Ausbauasphalts in den Wertstoffkreislauf zurückgeführt werden kann. Der Zusatz von Elastomeren im Bitumen soll im Wesentlichen zu einer Erweiterung der Plastizitätsspanne führen, die Standfestigkeit bei höheren Temperaturen verbessern, weisen eine geringere Alterung und eine große elastische Rückformung nach Entlastung auf. Gummimodifizierte Bitumengranulate sind Gemische aus Straßenbaubitumen und speziellen Gummimehlen, in Straßenbaubitumen werden 40 % Gummimehl eingearbeitet. Reifengummi besteht aus langen Polymerketten, die durch Vernetzung miteinander verbunden sind, was ihm seine charakteristischen elastischen Eigenschaften verleiht. Die Vernetzung sorgt dafür, dass sich die Ketten nicht beliebig verschieben können und das Material nach einer Verformung wieder in seine Ausgangsform zurückkehrt. Gummimodifizierte Bitumen (GmB) werden vorwiegend eingesetzt, um die Alterungsstabilität des Asphalts zu erhöhen und seine Eigenschaften, besonders im Bereich der Elastizität zu verbessern. GmB ist gut geeignet für die Herstellung von „Flüster-Asphalts“. Das Material der recycelten Altreifen als Bitumenzusatz wird in Form von Gummigranulat oder Gummimehl eingesetzt. Die Eigenschaften des gummimodifizierten Bitumens werden durch Zeitraum und Temperatur beeinflusst, bei der die Reaktion zwischen Gummigranulat und Bindemittel stattfindet. Während des Reaktionsprozesses quellen die Gummipartikel bei hohen Temperaturen durch die Absorption der leichten Fraktionen im Bitumen bis zu ihrer dreifachen Größe an und bilden eine gelartige Substanz.  Bis 2025 wurden allein mit Produkten des Unternehmens CTS Bitumen GmbH bei über 450 Projekten 20.000.000 m² eingesetzt. Man erwartet eine bis zu 60 % längere Nutzungsdauer zu herkömmlichem Asphalt, bei einer Kosteneinsparung von über 30 % und einer  CO₂ – Reduktion bis zu 41 %. In Österreich werden Gummimodifizierte Bitumen Granulate durch das Unternehmen Rubbertec vertrieben.

## Import
Altreifen gelten als wertvolles internationales Handelsgut. In der Bundesrepublik Deutschland wurden im Jahr 2019 57.000 Tonnen Gebrauchtreifen importiert.
Bei der Verbreitung der Asiatischen Tigermücke und anderen möglichen Überträgern von Krankheiten in Europa hat der Import und Transport von Altreifen eine bedeutende Rolle gespielt. In den Reifen sammelt sich Regenwasser, das den Stechmücken eine ideale Umgebung für die Entwicklung ihrer Larven bietet.

## Situation in Deutschland
In Deutschland fallen jährlich etwa 600.000 Tonnen Altreifen an. Davon werden etwa 30 % als Ersatzbrennstoff in der Zementindustrie verbrannt, ein Teil wird ins Ausland exportiert.
Im Recycling werden über 30 % aller Altreifen in die Hauptbestandteile aufgelöst, als da sind: Gummi 67 %, Stahl 19 % und Textil 14 %. Der Gummi wird in zahlreichen Anwendungen genutzt, wobei die derzeit bedeutendsten die Modifizierung von Asphalt und Bitumen, Füllungen in Kunstrasen sowie industrielle Gummianwendungen sind. Der Stahl wird in Stahlwerken eingeschmolzen. Die Textilien werden bisher zur Energiegewinnung verbrannt, durchlaufen derzeit jedoch umfangreiche Produktentwicklungen, die zu Endprodukten im Bereich der Lärm- und Wärmedämmung führen werden. Weltmarktführer in diesem Bereich ist zum Beispiel die Firma Genan. Sie verwerten alleine in Deutschland 30 % aller Altreifen (195.000 t).

## Situation in der Schweiz
Fast die Hälfte aller in der Schweiz anfallenden Altreifen werden als Ersatzbrennstoff in der Zementindustrie verbrannt.

## Situation in weiteren Ländern
In Ländern, in denen es keinen Recyclingkreislauf für Reifen gibt, werden diese auf Deponien gelagert. Dabei entstehen zum Teil Deponien beträchtlicher Größe. Beispielsweise weisen die Reifendeponien in der Wüste der kuwaitischen Region al-Dschahra bereits solche Ausmaße auf, dass sie bereits auf Satellitenbildern klar erkennbar sind. Eine Gefahr für Mensch und Umwelt geht von den „Reifenfriedhöfen“ aus, wenn diese in Brand geraten. Die Löscharbeiten gestalten sich auf Grund der hohen Porosität des Brennguts und der enormen Hitzeentwicklung als schwierig.

## Brände von Reifenlagern

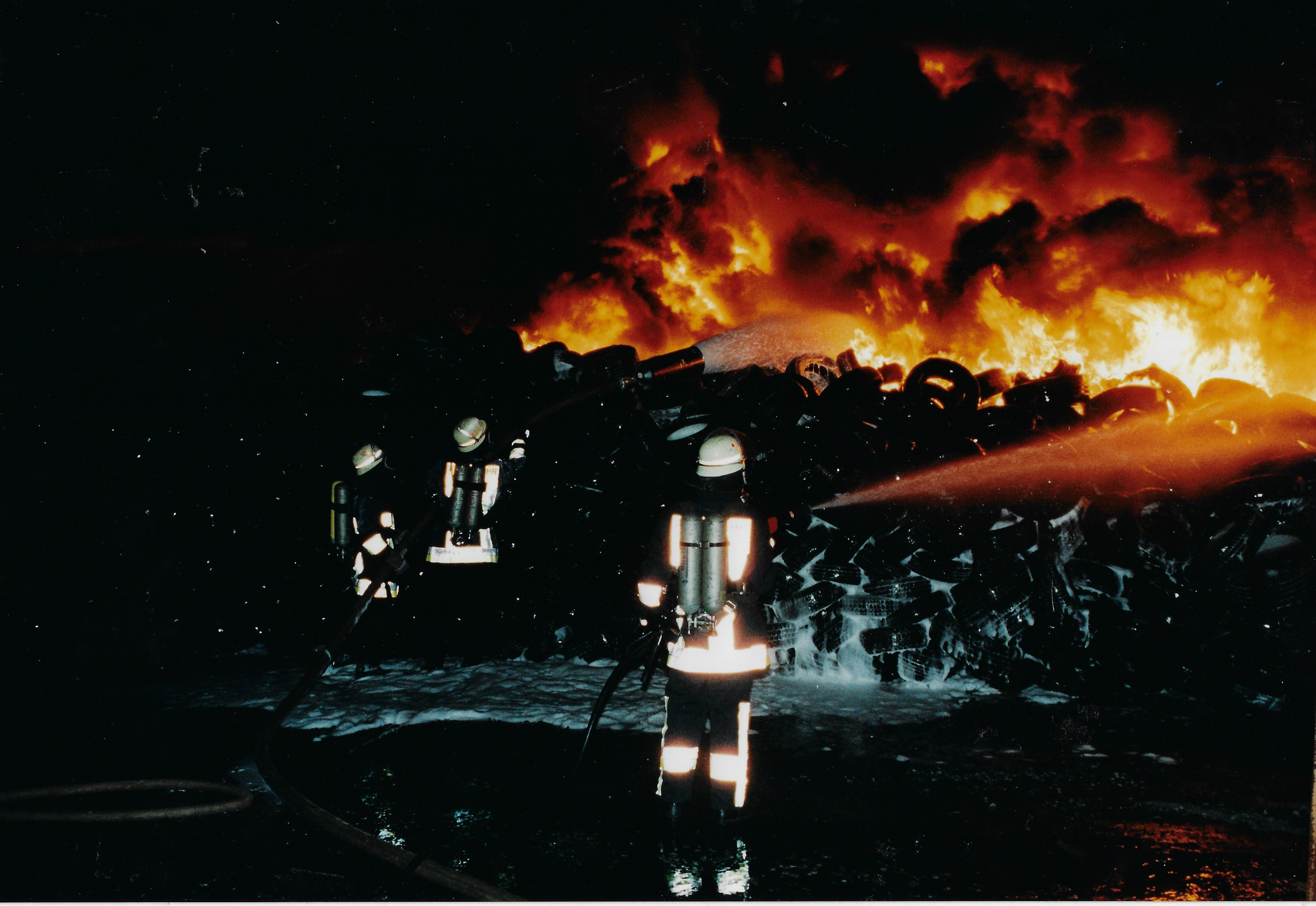
Altreifenbrand in Beselich-Obertiefenbach, Landkreis Limburg-Weilburg

- Am 17. November 1996 brennen 12.000 Altreifen im hessischen Beselich-Obertiefenbach. Im Reifenlager eines Abfallwirtschaftsbetriebs im Landkreis Limburg-Weilburg hatte es bereits fast zwei Jahre zuvor an gleicher Stelle, am 29. Dezember 1994, einen Brand gegeben.[18]
- April/Mai 2005 brennen Reifen auf 10.000 m² der Berliner Runderneuerungswerke GmbH am Adlergestell in Berlin-Schmöckwitz. Zuvor brannte es dort schon im August 2004.[19]
- Juni 2010 – in Komotau, Nordböhmen, Tschechien brennt ein Altreifenlager 4 Tage lang.[20]
- 2012 – im Gouvernement al-Dschahra, Kuwait brennen 5 Millionen Reifen.
- Mai 2016 – in Seseña, Spanien, brennt tagelang ein jahrelang angehäuftes Lager – 100.000 Tonnen Altreifen auf zwölf Hektar. Der Betreiber verschwindet, bevor eine geplante Recyclinganlage errichtet wird. Kurz nachdem die Behörden beschlossen, die Reifen durch die öffentliche Hand aufzuarbeiten, tritt der Brand auf. – In Spanien gibt es weitere 15 solcher Reifenfriedhöfe.[21]
- 9. Oktober 2016 – in der Reifenverwertung KIAS, einer Tochterfirma der Asamer Group brennt ein Lager zerkleinerter Reifenteile in Ohlsdorf, Oberösterreich.
- Juli 2018 beginnt ein Altreifenlager bei Senftenberg, Brandenburg, D an zwei Stellen zu brennen und erfasst das ganze 5000 m² große Lager. Der Wind verfrachtet den Rauch weg vom Siedlungsgebiet.[22]
- 19./20. Dezember 2020 – in der Via Campagna Adorna[23] in Mendrisio, Schweiz, brennen in einem Reifendepot mehrere tausend Reifen.[24][25][26]

Bei der unkontrollierten Verbrennung von Reifengummi und Polyester entstehen giftige Brandgase, die akute Reizungen und Schädigungen der Atemwege auslösen können und auch ein Krebsrisiko darstellen.